# Simon Simonsen
Karl Aron Kristoffer Simon Simonsen (* 16. Oktober 1961 in Nanortalik) ist ein grönländischer Politiker (Demokraatit), Lehrer und ehemaliger Fußballspieler, -trainer und Skilangläufer.

## Leben

### Frühe Jahre
Simon Simonsen begann 1980 eine Lehre als Flugzeugmechaniker bei Grønlandsfly, die er 1983 abschloss. Anschließend begann er eine weitere Lehre als Telefonmonteur bei TELE Greenland. 1986 begann er sich in Aarhus zum Sportlehrer ausbilden zu lassen. Anschließend arbeitete er als Hilfssportlehrer in der Tasersuup Atuarfia in Qaqortoq.
Von 1989 bis 1990 besuchte er die Trainerschule in Aalborg und war in dieser Zeit Vorsitzender und Trainer von K-33 Qaqortoq, wo er 1987 und 1988 selbst grönländischer Meister geworden war, sowie ab 1989 für ein Jahr Trainer der Fußballnationalmannschaft. Bereits 1982 war er Meister im 3 × 10-km-Staffel-Skilanglauf geworden. Er arbeitete von 1990 bis 1992 bei KNI und als Hallenassistent in der Sporthalle in Qaqortoq.
Von 1992 bis 1998 ließ er sich zum Lehrer umschulen, war danach aber erst noch ein Jahr als Kultur- und Vereinskonsulent der Gemeinde Nuuk tätig, war anschließend Projektleiter der Arctic Winter Games 2000 und danach wieder Hallenassistent. Von 1998 bis 2000 war er Vizevorsitzender von Grønlands Boldspil Union.
Simon Simonsen hat mit seiner Frau Ellen zwei Kinder (* 1986, 1991), sowie ein bereits in seiner Jugend geborenes Kind (* 1975) und drei Enkel.

### Politikkarriere
2001 wurde er erstmals in den Rat der Gemeinde Qaqortoq gewählt. 2005 gab er seine Tätigkeit als Hallenassistent auf, da er zum Bürgermeister ernannt wurde. Bei der Kommunalwahl 2008 wurde er zum ersten Bürgermeister der Kommune Kujalleq nach der Verwaltungsreform in Grönland 2009 gewählt. Von 2010 bis 2013 war er zudem Vorstandsmitglied bei KANUKOKA. Bei der Kommunalwahl 2013 unterlag er Jørgen Wæver Johansen und wurde von ihm als Bürgermeister abgelöst, woraufhin er begann, als Lehrer an der Tasersuup Atuarfia zu arbeiten. Von 2016 bis 2018 war er zudem Vorsitzender von KANUKOKA.
Bei der Parlamentswahl 2018 kandidierte er für einen Sitz im Inatsisartut, wurde gewählt und anschließend zum Minister für Wohnwesen und Infrastruktur im Kabinett Kielsen III ernannt. Im Oktober desselben Jahres erhielt er dieselben Ressorts auch im Kabinett Kielsen IV. Ende desselben Monats meldete er sich jedoch wegen Stress für vier Wochen krank. Sein Ministerium wurde interim von Aqqalu Jerimiassen übernommen. Nach vier Wochen trat Simon Simonsen vollständig zurück und nahm seinen Parlamentssitz wieder an, während Karl Frederik Danielsen sein Nachfolger im Ministerium wurde. Ende März 2019 trat er auch von seinem Parlamentssitz zurück und kehrte in die Lokalpolitik zurück.
Bei der Kommunalwahl 2021 erhielt er die meisten Stimmen der Siumut-Kandidaten in seiner Kommune und damit mehr als die amtierende Bürgermeisterin Kiista P. Isaksen, aber die Partei unterlag der Inuit Ataqatigiit und musste in die Opposition gehen. Im Februar 2024 trat er aus der Siumut aus und schloss sich wenige Tage später den Demokraatit an, die daraufhin dank weiteren Parteiübertritten drei Mandate im Kommunalrat innehatten, obwohl sie bei der vorherigen Wahl mangels Kandidaten nicht einmal angetreten waren. Bei der Kommunalwahl 2025 kandidierte er folglich für die Demokraatit, die nun auf Anhieb mit sieben Mandaten stärkste Kraft wurde. Er erhielt selbst dabei die zweitmeisten Stimmen seiner Partei hinter Malene Vahl Rasmussen.